# Katrin Holtwick
Katrin Holtwick (ur. 10 kwietnia 1984 w Bocholt) – niemiecka siatkarka plażowa, grająca z Ilką Semmler w latach 2006-2016. Brała udział w turnieju siatkówki plażowej na Igrzyskach Olimpijskich w Londynie, gdzie odpadła w 1/8 finału. W rozgrywkach World Tour dwukrotnie stawała na najwyższym stopniu podium, pięciokrotnie zajmowała drugie miejsce oraz sześciokrotnie zajmowała trzecie miejsce.
We wrześniu 2016 roku po dwóch porażkach na Mistrzostwach Niemiec zakończyła sportową karierę.